# 이이다 리호
이이다 리호(飯田 里穂, 1991년 10월 26일 ~ )는 일본의 성우, 가수, 배우이다. 사이타마현 출신, 호에이 신샤 소속이다.
2002년 11세 때, NHK 교육 TV의 《천재 테레비군》 시리즈에서 첫 출연하였고, 그로부터 여러 영화와 TV 방송에 출연하였다. 또한 그라비아 아이돌 모델로도 활동하였다. 성우로서는 대표적으로 《러브 라이브!》의 호시조라 린을 맡고 있다. 성우 동료인 Pile과 함께 유닛 4to6를 결성하여 활동하고 있다.
대한민국에 많은 관심을 가지고 있다. 한국을 방문한 적이 있으며, 개인 SNS나 잡지 인터뷰 등에서 한국어를 배우고 있으며 한국에 대해 관심이 있다고 드러낸다.

## 약력
호에이 신샤에 소속.
2003년 6월, 첫 사진집을 발매.
2007년 8월, 싱글 앨범 〈붙잡아 줘 Love Song〉으로 가수 데뷔.
2010년 6월, 주연을 맡은 영화 《별모래섬의 작은 천사~머메이드 스마일~》 공개.
2014년 10월, 자신의 첫 생일 이벤트 〈릿피 Birthday Party〉를 '호텔 친잔소 토쿄'에서 개최.
자동차 운전 면허 소지.

## 작품

### TV 애니메이션
※ 굵은 글씨는 주인공 또는 주요 인물.
2013년
- 러브 라이브!: 호시조라 린 역[1]

2014년
- 러브 라이브! 2기: 호시조라 린 역[2]

2018년
- 기숙학교의 줄리엣: 시시 시즈카 역[3]

### 극장판 애니메이션
2015년
- 러브 라이브! 더 스쿨 아이돌 무비: 호시조라 린 역

## 음반
2018년
- ラブライブ! Solo Live! from μ’s 星空 凛 Memories with Rin(러브 라이브! 솔로)
- Special Days
- いつか世界が変わるまで(언젠가 세상이 바뀔 때까지)

2019년
- 20th Anniversary Album -rippihylosophy-